# Kakuyiden
Die Kakuyiden (auch Kak(a)waihiden, persisch آل كاكويه, DMG Āl-i Kākūya) waren eine muslimische Lokaldynastie, die unter der (zeitweise nur nominell bestehenden) Oberherrschaft der Buyiden, Ghaznawiden und Seldschuken zwischen 1007 und 1141 große Teile der Provinz Dschibal sowie die Städte Yazd und Abarkuh beherrschte. 
Da die Kakuyiden ursprünglich aus Dailam am Kaspischen Meer stammten, zählt der Iranist Wladimir Fjodorowitsch Minorski ihre Herrschaft (neben der der Buyiden) zum sog. „Dailamischen Intermezzo“ – einer von iranischstämmigen Dynastien dominierten Periode zwischen der Vorherrschaft der Araber und der der Türken.
Mit dem Nachlassen der arabischen Herrschaft über den iranischen Raum im 9. Jahrhundert etablierten sich neue iranische Dynastien. So folgten den Arabern in Südiran die schiitischen Buyiden, welche ebenfalls aus Dailam kamen und es sogar schafften, das Kalifat in Bagdad unter ihre Oberherrschaft zu bringen. 
Gegründet wurde die Kakuyidendynastie von Ala ad-Daula Abu Dschafar Muhammad (kurz ʿAlā ad-Daula Muḥammad), welcher in den Quellen auch Ibn Kakuya oder Pisar-i Kaku genannt wird. Das hierbei verwendete Wort kākū, von dem sich der Dynastiename ableitet, war im dailamitischen Dialekt wohl eine Art Kosename für einen Onkel mütterlicherseits.

## Ala ad-Daula Muhammads Aufstieg und Herrschaft
Nachdem bereits sein Vater Rustam Duschmanziyar den Buyiden von Rey als Söldner und Lehnsmann gedient hatte, trat auch Muhammad in deren Dienste und verwaltete ab etwa 1008 die Stadt Isfahan. Beide Familien waren durch Heirat miteinander verbunden. Als auf den starken Buyidenherrscher Fachr ad-Daula Ali 997 dessen schwacher Sohn Madschd ad-Daula Rustam folgte, nutzte dies Muhammad aus, um seine eigene Macht ausbauen. 
So konnte er seinen Einfluss von Isfahan aus sowohl nach Norden als auch nach Westen ausdehnen, zum Teil sogar über den Machtbereich der Buyiden hinaus. Er kämpfte gegen rivalisierende Fürstentümer wie das der kurdischen Annaziden in Westiran und schlug für die Buyiden 1020 einen Söldneraufstand in Hamadan nieder. Als es in Hamadan dann Probleme bei der Nachfolge des buyidischen Herrschers gab (die Buyiden in Hamadan hatten sich von den Buyiden von Isfahan vorher abgespaltet), sah Muhammad eine gute Gelegenheit und marschierte in die Stadt ein. Auf diese Weise verleibte er sich die Region von Hamadan, Dinawar und Chorramabad ein, während sein Oberherr Madschd ad-Daula machtlos zusah. Als Gouverneur von Hamadan setzte Muhammad seinen Sohn Garschasp ein. In den folgenden Jahren war Muhammad vor allem damit beschäftigt, seine Macht zu sichern, wobei es immer wieder zu Konflikten mit anderen Lokalherrschern kam. 1028 konnte er in einer Entscheidungsschlacht bei Nahavand seine Feinde schließlich besiegen und sich als faktisch unabhängiger Herrscher zum mächtigsten Mann der Region aufschwingen, wenngleich er zumindest nominell weiterhin den Buyiden unterstand.  
Eine ernste Gefahr stellte für die Kakuyiden die aggressive Expansionspolitik der Ghaznawiden dar: Sultan Mahmud von Ghazni beseitigte 1029 die Buyiden von Rey und ließ seinen Sohn Masud große Teil Dschibals erobern, sodass Muhammad vorübergehend aus Hamadan und Isfahan vertrieben wurde und bei den irakischen Buyiden Hilfe suchte. Als Mahmud von Ghazni jedoch 1030 verstarb und Masud Dschibal infolgedessen (d. h., um als Schihab ad-Daula Masud I. neuer Sultan zu werden) wieder verlassen musste, kehrte Muhammad nach Isfahan zurück und baute seine Macht bis nach Rey und Yazd aus. Später wurde er von Masud I. aus diesen Gebieten jedoch wieder vertrieben und musste sich den Ghaznawiden unterwerfen. Muhammad gab Masud I. eine seiner Töchter zu Frau, richtete seine Loyalität aber stets nach der Stärke der Ghaznawiden. So eroberte er in Zeiten, in denen die Ghaznawiden geschwächt oder in Ostiran beschäftigt waren, Städte im Westen und als sich die Ghaznawiden letztlich gegen ihn wandten, floh Muhammad 1036 nach Dailam. 
Eine weitere Erschütterung und Umgestaltung erlebte das Machtgefüge im iranischen Raum, als im Osten türkische Völker einfielen und auch die mächtigen Ghaznawiden bedrängten. Ein Teil dieser Türken, die Seldschuken, herrschen bald über den ganzen Iran. Muhammad konnte mit den Reichtümern Westirans damals Söldnertruppen aufbauen und den Ghaznawiden Gebiete abjagen. Die unsicheren Zeiten brachten ihn dazu, seine Hauptstadt Isfahan mit einer Stadtmauer zu umgeben, sodass die Türken Isfahan zunächst nicht einnehmen konnten. Muhammads Sohn hatte weniger Glück: Hamadan wurde mehrmals von den Türken unter ihrem Anführer Ibrahim Inal überfallen und geplündert.
Muhammad, welcher die unruhige Lage und die Kämpfe zwischen den Großmächten dazu genutzt hatte, sich eine sichere Machtbasis aufzubauen, starb nach vierzig Jahren Herrschaft schließlich im September 1041. Seine Macht zeigte sich auch darin, dass er vom Kalifen mit einer Reihe von Ehrentiteln ausgezeichnet wurde. So durfte er neben seinem bekanntesten Laqab Ala ad-Daula (ʿAlāʾ ad-Daula, „Erhabenheit des Reiches“) unter anderem auch noch die Titel Adud ad-Din (ʿAḍud ad-Dīn, „Stärke der Religion“), Fachr al-Milla (Faḫr al-Milla, „Ruhm der Religionsgemeinschaft“), Tadsch al-Umma (Tāǧ al-Umma, „Krone der Umma“) und Husam Amir al-Muminin (Ḥusām Amīr al-Muʾminīn, „Schwert des Befehlshabers der Gläubigen“) führen.

## Ala ad-Daula Muhammads Nachfolger

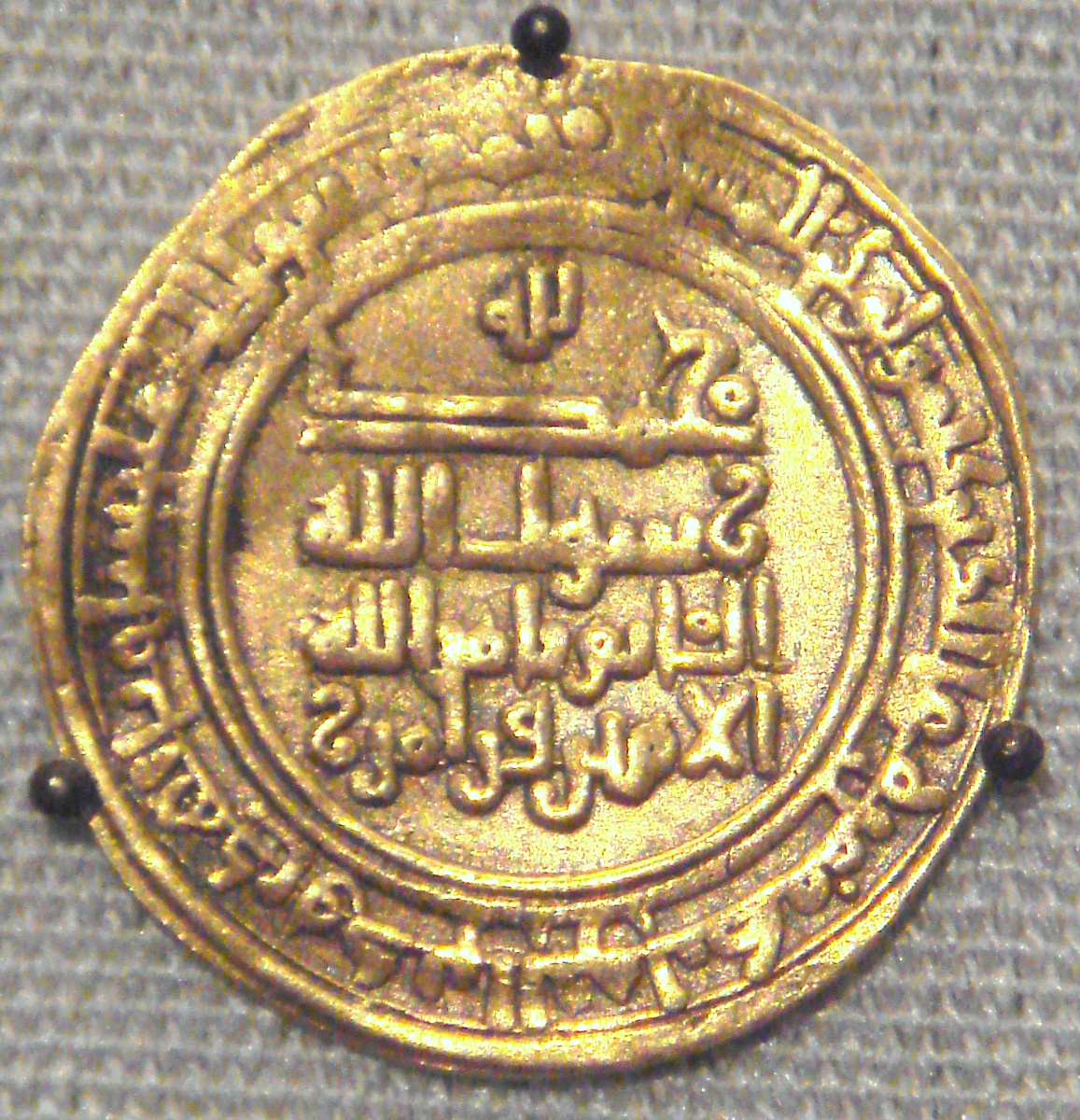
In Isfahan geprägte Goldmünze des zweiten Kakuyiden-Emirs Faramurz (letzte Zeile der zentralen Inschrift:) aus dem Jahr 1042. In der vorletzten Zeile wird der Abbasidenkalif al-Qaim bi-amri 'llah genannt.

Ala ad-Daula Muhammads Nachfolge trat sein ältester Sohn Faramurz an, während Garschasp (I.) weiterhin in Hamadan regierte. Inzwischen hatten die Seldschuken die Ghaznawiden in der Schlacht von Dandanqan (1040) besiegt und Rey zu einer ihrer Hauptstädte gemacht. Der Seldschukenführer Toghril-Beg schickte ein Heer gegen Isfahan, um sich die Treue der Kakuyiden zu sichern. Die mit den Buyiden und Annaziden verbündeten Kakuyiden von Hamadan wurden hingegen von den Seldschuken 1047 besiegt, sodass große Teile Dschibals direkt unter türkische Herrschaft kamen. Garschasp I. verbrachte seine letzten Jahre bis zu seinem Tod 1052 als buyidischer Emir in Chusistan. Sobald sich die Seldschuken nach Chorasan zurückzogen, verbündete sich Faramurz mit den Buyiden gegen die Seldschuken. 1047 belagerte Toghril-Beg Isfahan und zwang Faramurz wieder unter seine Oberherrschaft. Obwohl Faramurz von nun an treu blieb, wurde Isfahan 1050 wieder belagert und 1051 den Seldschuken übergeben. Diese schleiften die Stadtmauern, machten Isfahan zu ihrer neuen Hauptstadt und entschädigten Faramurz mit den Städten Yazd und Abarkuh, über welche die Kakuyiden fortan friedlich als seldschukische Vasallen herrschten. Faramurz wurde zu einem geachteten Vasallen mit den Ehrentiteln Zahir ad-Din (Ẓahīr ad-Dīn, „Unterstützer der Religion“) und Schams al-Mulk (Šams al-Mulk, „Sonne des Reiches“) und gehörte zu jener seldschukischen Delegation, welche nach Bagdad reiste, um in Toghril-Begs Namen um die Hand einer Kalifentochter anzuhalten.
Faramurz starb nach 1063; ihm folgte sein Sohn Ali. Dieser heiratete Tschaghri Begs Tochter Arslan-Chatun, welche vorher bereits mit dem Kalifen al-Qaim verheiratet gewesen war. Ali starb 1095 in Rey bei einer Schlacht zwischen den rivalisierenden Seldschukenherrschern Tutusch I. und Berk-Yaruq. Die Kakuyiden sollten weiterhin in die inneren Konflikte der Seldschuken verwickelt werden. So wurde gegen Alis Sohn Garschasp II. trotz dessen guter Beziehungen zu den Seldschuken intrigiert, sodass Sultan Mahmud II. den Kakuyiden schließlich verhaften und einkerkern ließ. Garschasp konnte jedoch ausbrechen und bei Mahmuds Onkel Ahmad Sandschar Unterschlupf finden. Als dessen Vasall nahm er dann im August 1119 an der Schlacht bei Saveh teil, in der Sandschar sich als Sultan gegen Mahmud II. durchsetzte. Mit Garschasps Tod am 9. September 1141 in der Schlacht in der Qatwansteppe (bei Samarkand) gegen die Qara-Chitai erlosch die Kakuyidendynastie in der männlichen Linie. Eine der beiden Töchter Garschasps II. heiratete jedoch ihren Atabeg Sam ibn Wardanruz, sodass die Herrschaft der Kakuyiden in jene der Atabegs von Yazd überging.

## Kulturelle Entwicklungen unter den Kakuyiden
Neben kriegerischen Auseinandersetzungen gehörte auch die Förderung von Kunst und Kultur zu den Betätigungsfeldern der Kakuyidenemire: Am Hof des sich gelegentlich über die Scharia hinwegsetzenden Freigeistes Ala ad-Daula Muhammads in Isfahan lebte und wirkte ab 1023 oder 1024 zum Beispiel der berühmte Universalgelehrte Avicenna. Dieser widmete seinem Gönner, der jeden Donnerstag akademische Sitzungen abhielt, seine zwei (soweit bekannt) einzigen Werke in persischer Sprache – das Danisch-nama-yi Alai (Dāniš-nāma-yi ʿalāʾī, „Das Buch des Wissens für Ala ad-Daula“) und das Andar danisch-i rag (Andar dāniš-i rag, „Über das Wissen vom Puls“).

„Ich erhielt den großen Auftrag von unserem Herrn, dem gerechten König Izz ad-Din Ala ad-Daula Abu Dschafar Muhammad ibn Duschmanziyar – möge sein Leben lange dauern und sein Glück wachsen! –, dem Meister, der mir alles gewährte, was ich mir wünschte – Sicherheit, Großzügigkeit, wissenschaftliches Arbeiten und das Leben an seinem Hofe –, für ihn und sein Gefolge ein übersichtliches Buch über die fünf traditionellen und philosophischen Wissenschaften in persischer Sprache zu verfassen,...“

Außerdem betätigte er sich als Erfinder von Beobachtungsgeräten für den an der Astronomie interessierten Herrscher, diente dem Kakuyiden als Wesir und begleitete ihn regelmäßig auf Kriegszügen, bevor er im Jahre 1037 verstarb.

Als Mäzen, an dessen Yazder Hof Gelehrte und Literaten zusammenkamen, gilt auch Muhammads Enkel Ali. Der Liebhaber und Förderer der persischen Dichtkunst war nicht nur der erste namhafte Gönner des berühmten Poeten Muizzi Nischapuri, welcher ihm drei seiner Qasiden widmete, sondern auch derjenige, welcher dem großen Panegyriker den ersehnten Zugang zum Seldschukensultan Malik-Schah I. ermöglichte.
Gerade die Stadt Yazd wurde unter den Kakuyiden zu einem lebendigen kulturellen Zentrum ausgebaut. Neben Moscheen, Madrasas, Mausoleen und gemeinnützigen Einrichtungen wurden unter anderem auch Bewässerungsanlagen (sog. Qanate) angelegt, dank derer die Landwirtschaft um Yazd trotz des sehr trockenen Klimas gute Erträge erzielen konnte. Auch die Verteidigungsanlagen der Stadt wurden verbessert.

## Herrscherliste und Stammbaum
- Ala ad-Daula Abu Dschafar Muhammad b. Rustam Duschmanziyar (ʿAlāʾ ad-Daula Abū Ǧaʿfar Muḥammad b. Rustam Dušmanziyār), ca. 1007/1008–1041
- Schams al-Mulk Zahir ad-Din Abu Mansur Faramurz b. Muhammad (Šams al-Mulk Ẓahīr ad-Dīn Abū Manṣūr Farāmurz b. Muḥammad), 1041–ca. 1063
- Ala ad-Daula Abu Kalidschar Garschasp (I.) b. Muhammad (ʿAlāʾ ad-Daula Abū Kālīǧār Garšāsp (I.) b. Muḥammad), 1041–ca. 1148 (in Hamadan)
- Ala ad-Daula (oder Muayyid ad-Daula) Abu Mansur Ali b. Faramurz (ʿAlāʾ ad-Daula (oder Muʾayyid ad-Daula) Abū Manṣūr ʿAlī b. Farāmurz), ?–1095
- Ala ad-Daula Adud ad-Din Abu Kalidschar Garschasp (II.) b. Ali (ʿAlāʾ ad-Daula ʿAḍud ad-Dīn Abū Kālīǧār Garšāsp (II.) b. ʿAlī), 1095–ca. 1141

|         |         |         |         |                      |                      |                      |                      | Marzuban             |                      |         |         |                                        |                                        |                                        |                                        |                                          |                                          |                                          |                                          |                                          |                                          |                                          |                                          |                                          |                                          |  |  |         |         |         |         |         |         |  |  |                     |                     |                     |                     |                     |                     |  |  |  |  |  |  |  |  |  |  |  |  |
|         |         |         |         |                      |                      |                      |                      |                      |                      |         |         |                                        |                                        |                                        |                                        |                                          |                                          |                                          |                                          |                                          |                                          |                                          |                                          |                                          |                                          |  |  |         |         |         |         |         |         |  |  |                     |                     |                     |                     |                     |                     |  |  |  |  |  |  |  |  |  |  |  |  |
|         |         |         |         |                      |                      |                      |                      |                      |                      |         |         |                                        |                                        |                                        |                                        |                                          |                                          |                                          |                                          |                                          |                                          |                                          |                                          |                                          |                                          |  |  |         |         |         |         |         |         |  |  |                     |                     |                     |                     |                     |                     |  |  |  |  |  |  |  |  |  |  |  |  |
|         |         |         |         | Rustam Duschmanziyar | Rustam Duschmanziyar | Rustam Duschmanziyar | Rustam Duschmanziyar | Rustam Duschmanziyar | Rustam Duschmanziyar |         |         | Tochter                                | Tochter                                | Tochter                                | Tochter                                | Tochter                                  | Tochter                                  |                                          |                                          |                                          |                                          |                                          |                                          |                                          |                                          |  |  |         |         |         |         |         |         |  |  |                     |                     |                     |                     |                     |                     |  |  |  |  |  |  |  |  |  |  |  |  |
|         |         |         |         | Rustam Duschmanziyar | Rustam Duschmanziyar | Rustam Duschmanziyar | Rustam Duschmanziyar | Rustam Duschmanziyar | Rustam Duschmanziyar |         |         | Tochter                                | Tochter                                | Tochter                                | Tochter                                | Tochter                                  | Tochter                                  |                                          |                                          |                                          |                                          |                                          |                                          |                                          |                                          |  |  |         |         |         |         |         |         |  |  |                     |                     |                     |                     |                     |                     |  |  |  |  |  |  |  |  |  |  |  |  |
|         |         |         |         | Muhammad             | Muhammad             | Muhammad             | Muhammad             | Muhammad             | Muhammad             |         |         | Sayyida                                | Sayyida                                | Sayyida                                | Sayyida                                | Sayyida                                  | Sayyida                                  |                                          |                                          | Fachr ad-Daula, buyidischer Emir von Rey | Fachr ad-Daula, buyidischer Emir von Rey | Fachr ad-Daula, buyidischer Emir von Rey | Fachr ad-Daula, buyidischer Emir von Rey | Fachr ad-Daula, buyidischer Emir von Rey | Fachr ad-Daula, buyidischer Emir von Rey |  |  |         |         |         |         |         |         |  |  |                     |                     |                     |                     |                     |                     |  |  |  |  |  |  |  |  |  |  |  |  |
|         |         |         |         | Muhammad             | Muhammad             | Muhammad             | Muhammad             | Muhammad             | Muhammad             |         |         | Sayyida                                | Sayyida                                | Sayyida                                | Sayyida                                | Sayyida                                  | Sayyida                                  |                                          |                                          | Fachr ad-Daula, buyidischer Emir von Rey | Fachr ad-Daula, buyidischer Emir von Rey | Fachr ad-Daula, buyidischer Emir von Rey | Fachr ad-Daula, buyidischer Emir von Rey | Fachr ad-Daula, buyidischer Emir von Rey | Fachr ad-Daula, buyidischer Emir von Rey |  |  |         |         |         |         |         |         |  |  |                     |                     |                     |                     |                     |                     |  |  |  |  |  |  |  |  |  |  |  |  |
|         |         |         |         |                      |                      |                      |                      |                      |                      |         |         |                                        |                                        |                                        |                                        |                                          |                                          |                                          |                                          |                                          |                                          |                                          |                                          |                                          |                                          |  |  |         |         |         |         |         |         |  |  |                     |                     |                     |                     |                     |                     |  |  |  |  |  |  |  |  |  |  |  |  |
|         |         |         |         |                      |                      |                      |                      |                      |                      |         |         |                                        |                                        |                                        |                                        |                                          |                                          |                                          |                                          |                                          |                                          |                                          |                                          |                                          |                                          |  |  |         |         |         |         |         |         |  |  |                     |                     |                     |                     |                     |                     |  |  |  |  |  |  |  |  |  |  |  |  |
|         |         |         |         | Faramurz             | Faramurz             | Faramurz             | Faramurz             | Faramurz             | Faramurz             |         |         | Garschasp I.                           | Garschasp I.                           | Garschasp I.                           | Garschasp I.                           | Garschasp I.                             | Garschasp I.                             |                                          |                                          | Abu Harb                                 | Abu Harb                                 | Abu Harb                                 | Abu Harb                                 | Abu Harb                                 | Abu Harb                                 |  |  | Tochter | Tochter | Tochter | Tochter | Tochter | Tochter |  |  | Masud I. von Ghazni | Masud I. von Ghazni | Masud I. von Ghazni | Masud I. von Ghazni | Masud I. von Ghazni | Masud I. von Ghazni |  |  |  |  |  |  |  |  |  |  |  |  |
|         |         |         |         | Faramurz             | Faramurz             | Faramurz             | Faramurz             | Faramurz             | Faramurz             |         |         | Garschasp I.                           | Garschasp I.                           | Garschasp I.                           | Garschasp I.                           | Garschasp I.                             | Garschasp I.                             |                                          |                                          | Abu Harb                                 | Abu Harb                                 | Abu Harb                                 | Abu Harb                                 | Abu Harb                                 | Abu Harb                                 |  |  | Tochter | Tochter | Tochter | Tochter | Tochter | Tochter |  |  | Masud I. von Ghazni | Masud I. von Ghazni | Masud I. von Ghazni | Masud I. von Ghazni | Masud I. von Ghazni | Masud I. von Ghazni |  |  |  |  |  |  |  |  |  |  |  |  |
|         |         |         |         |                      |                      |                      |                      |                      |                      |         |         |                                        |                                        |                                        |                                        |                                          |                                          |                                          |                                          |                                          |                                          |                                          |                                          |                                          |                                          |  |  |         |         |         |         |         |         |  |  |                     |                     |                     |                     |                     |                     |  |  |  |  |  |  |  |  |  |  |  |  |
|         |         |         |         | Ali                  | Ali                  | Ali                  | Ali                  | Ali                  | Ali                  |         |         | Arslan-Chatun (Tochter Tschaghri Begs) | Arslan-Chatun (Tochter Tschaghri Begs) | Arslan-Chatun (Tochter Tschaghri Begs) | Arslan-Chatun (Tochter Tschaghri Begs) | Arslan-Chatun (Tochter Tschaghri Begs)   | Arslan-Chatun (Tochter Tschaghri Begs)   |                                          |                                          |                                          |                                          |                                          |                                          |                                          |                                          |  |  |         |         |         |         |         |         |  |  |                     |                     |                     |                     |                     |                     |  |  |  |  |  |  |  |  |  |  |  |  |
|         |         |         |         | Ali                  | Ali                  | Ali                  | Ali                  | Ali                  | Ali                  |         |         | Arslan-Chatun (Tochter Tschaghri Begs) | Arslan-Chatun (Tochter Tschaghri Begs) | Arslan-Chatun (Tochter Tschaghri Begs) | Arslan-Chatun (Tochter Tschaghri Begs) | Arslan-Chatun (Tochter Tschaghri Begs)   | Arslan-Chatun (Tochter Tschaghri Begs)   |                                          |                                          |                                          |                                          |                                          |                                          |                                          |                                          |  |  |         |         |         |         |         |         |  |  |                     |                     |                     |                     |                     |                     |  |  |  |  |  |  |  |  |  |  |  |  |
|         |         |         |         |                      |                      |                      |                      |                      |                      |         |         |                                        |                                        |                                        |                                        |                                          |                                          |                                          |                                          |                                          |                                          |                                          |                                          |                                          |                                          |  |  |         |         |         |         |         |         |  |  |                     |                     |                     |                     |                     |                     |  |  |  |  |  |  |  |  |  |  |  |  |
|         |         |         |         | Garschasp II.        | Garschasp II.        | Garschasp II.        | Garschasp II.        | Garschasp II.        | Garschasp II.        |         |         | Sitara (Tochter Malik-Schahs I.)       | Sitara (Tochter Malik-Schahs I.)       | Sitara (Tochter Malik-Schahs I.)       | Sitara (Tochter Malik-Schahs I.)       | Sitara (Tochter Malik-Schahs I.)         | Sitara (Tochter Malik-Schahs I.)         |                                          |                                          |                                          |                                          |                                          |                                          |                                          |                                          |  |  |         |         |         |         |         |         |  |  |                     |                     |                     |                     |                     |                     |  |  |  |  |  |  |  |  |  |  |  |  |
|         |         |         |         | Garschasp II.        | Garschasp II.        | Garschasp II.        | Garschasp II.        | Garschasp II.        | Garschasp II.        |         |         | Sitara (Tochter Malik-Schahs I.)       | Sitara (Tochter Malik-Schahs I.)       | Sitara (Tochter Malik-Schahs I.)       | Sitara (Tochter Malik-Schahs I.)       | Sitara (Tochter Malik-Schahs I.)         | Sitara (Tochter Malik-Schahs I.)         |                                          |                                          |                                          |                                          |                                          |                                          |                                          |                                          |  |  |         |         |         |         |         |         |  |  |                     |                     |                     |                     |                     |                     |  |  |  |  |  |  |  |  |  |  |  |  |
|         |         |         |         |                      |                      |                      |                      |                      |                      |         |         |                                        |                                        |                                        |                                        |                                          |                                          |                                          |                                          |                                          |                                          |                                          |                                          |                                          |                                          |  |  |         |         |         |         |         |         |  |  |                     |                     |                     |                     |                     |                     |  |  |  |  |  |  |  |  |  |  |  |  |
|         |         |         |         |                      |                      |                      |                      |                      |                      |         |         |                                        |                                        |                                        |                                        |                                          |                                          |                                          |                                          |                                          |                                          |                                          |                                          |                                          |                                          |  |  |         |         |         |         |         |         |  |  |                     |                     |                     |                     |                     |                     |  |  |  |  |  |  |  |  |  |  |  |  |
| Tochter | Tochter | Tochter | Tochter | Tochter              | Tochter              |                      |                      | Tochter              | Tochter              | Tochter | Tochter | Tochter                                | Tochter                                |                                        |                                        | Sam b. Vardanruz, erster Atabeg von Yazd | Sam b. Vardanruz, erster Atabeg von Yazd | Sam b. Vardanruz, erster Atabeg von Yazd | Sam b. Vardanruz, erster Atabeg von Yazd | Sam b. Vardanruz, erster Atabeg von Yazd | Sam b. Vardanruz, erster Atabeg von Yazd |                                          |                                          |                                          |                                          |  |  |         |         |         |         |         |         |  |  |                     |                     |                     |                     |                     |                     |  |  |  |  |  |  |  |  |  |  |  |  |
| Tochter | Tochter | Tochter | Tochter | Tochter              | Tochter              |                      |                      | Tochter              | Tochter              | Tochter | Tochter | Tochter                                | Tochter                                |                                        |                                        | Sam b. Vardanruz, erster Atabeg von Yazd | Sam b. Vardanruz, erster Atabeg von Yazd | Sam b. Vardanruz, erster Atabeg von Yazd | Sam b. Vardanruz, erster Atabeg von Yazd | Sam b. Vardanruz, erster Atabeg von Yazd | Sam b. Vardanruz, erster Atabeg von Yazd |                                          |                                          |                                          |                                          |  |  |         |         |         |         |         |         |  |  |                     |                     |                     |                     |                     |                     |  |  |  |  |  |  |  |  |  |  |  |  |

Der Stammbaum ist nicht vollständig.